# Codeinone reduttasi (NADPH)
La codeinone reduttasi (NADPH) è un enzima appartenente alla classe delle ossidoreduttasi, che catalizza la seguente reazione:
codeina + NADP+ ⇄ codeinone + NADPH + H+
L'enzima catalizza la riduzione reversibile del codeinone a codeina, che è il diretto precursore della morfina nella pianta del papavero Papaver somniferum.